# Masacre de Luxor
La masacre de Luxor fue el asesinato de sesenta y dos personas, en su mayoría turistas, que se llevó a cabo el 17 de noviembre de 1997 en Deir el-Bahari, un sitio arqueológico y atracción turística ubicada sobre las orillas del río Nilo, en Luxor (Egipto).
Se cree que los culpables de la masacre fueron líderes exiliados de Al-Gama'a al-Islamiyya, una organización islámica egipcia, y que su objetivo era menoscabar la "iniciativa contra la violencia", devastar la economía de Egipto y provocar al gobierno para que actuara reprimiéndolos y aumentara así el apoyo de las fuerzas antigubernamentales. Sin embargo, el ataque causó divisiones internas entre los terroristas, y derivó en la declaración de alto al fuego para suspender las hostilidades.

## Sitio
Deir el-Bahari es una de las principales atracciones turísticas de Egipto, principalmente por el espectacular templo funerario de la dinastía XVIII de la reina-faraón Hatshepsut, conocido como "Djeser-Djeseru".

## Los ataques
A media mañana del 17 de noviembre de 1997, terroristas del Grupo Islámico y de Jihad Talaat al-Fath ("Guerra Santa de la Vanguardia de la Conquista") masacraron a sesenta y dos personas dentro del templo. Los seis asaltantes estaban armados con pistolas automáticas y cuchillos, y disfrazados como miembros de las fuerzas de seguridad. Descendieron sobre el templo funerario de Hatshepsut hacia las 8:45 a. m.; con los turistas encerrados dentro del templo, la matanza duró sistemáticamente cuarenta y cinco minutos, durante los cuales muchos de los cuerpos, en especial los de las mujeres, fueron mutilados con machetes. Dentro de uno de los cadáveres de las víctimas se encontró una nota alabando el Islam. Entre los fallecidos se encontraban un niño británico de cinco años de edad y cuatro matrimonios japoneses en sus lunas de miel.
Los terroristas, luego, secuestraron un autobús, pero fueron interceptados por un grupo de oficiales armados de la policía egipcia y del ejército. Uno de los atacantes fue herido durante el tiroteo y el resto escapó hacia las colinas, donde sus cuerpos fueron encontrados dentro de una cueva, aparentemente después de haberse suicidado en masa.

## Víctimas fatales
Cuatro egipcios fueron asesinados, incluyendo tres oficiales de policía y un guía turístico. De los cincuenta y ocho turistas extranjeros asesinados, treinta y seis eran suizos, nueve eran japoneses,uno peruano,  seis eran británicos, cuatro eran alemanes y dos provenían de Colombia.

## Consecuencias
Después de la masacre, el presidente Hosni Mubarak reemplazó a su Ministro del Interior, el general Hassan al-Alfi, por el general Habib al-Adly.
La industria turística de Egipto en general, y de Luxor en particular, se vio seriamente afectada en el número de visitantes y decayó aún más después de los ataques del 11 de septiembre de 2001 en los Estados Unidos, de los atentados en Sharm el-Sheij del 23 de julio de 2005 y de las bombas de Dahab de 2006 (que causaron 23 muertos, 5 ellos turistas).
La masacre, sin embargo, afectó negativamente a los terroristas islámicos en Egipto, y la opinión pública se volvió en masa en contra de ellos. Inmediatamente después de los ataques, varios manifestantes se mostraron en contra de los asesinos en Luxor de manera espontánea y demandaron medidas del gobierno, lo que se tradujo en una visita de Mubarak a la región pocos días más tarde.
Los organizadores y cómplices del ataque se dieron cuenta rápidamente que la masacre había sido un error y reaccionaron negando haber participado. Al día siguiente de los asesinatos, el líder de Grupo Islámico, Rifai Taha, declaró que los atacantes tenían la sola intención de tomar como rehenes a los turistas, pese a la evidencia abrumadora de la naturaleza inmediata y sistemática de la masacre. Otros negaron completamente estar vinculados con los grupos extremistas. El jeque Omar Abdel-Rahman culpó a Israel por los ataques, y Ayman Zawahiri sostuvo que los asesinatos habían sido obra de la policía egipcia.